# South Ayrshire
Pour les articles homonymes, voir Ayrshire.
Le South Ayrshire (Siorrachd Inbhir Air a deas en gaélique écossais) est une des 32 divisions administratives (council area) de l’Écosse. 

## Circonscription
Le South Ayrshire est frontalier du East Ayrshire à l’est et de Dumfries and Galloway au sud. Cette région fut formée en 1996 sur les bases du district de Kyle and Carrick.
D’une superficie de 1 222 km², le South Ayrshire est la 15e division administrative de l’Écosse par sa taille et la 17e par sa population (111 850 habitants). Sa capitale administrative est Ayr.
Deux élus représentent le South Ayrshire au parlement de Grande-Bretagne et deux autres au parlement écossais. Le parti en place actuellement est le Parti conservateur.

## Villes et villages
- Alloway, Ayr
- Ballantrae
- Coylton, Crosshill
- Dailly, Dalrymple
- Girvan
- Kirkmichael, Kirkoswald
- Lendalfoot
- Maybole, Monkton
- Prestwick
- Tarbolton, Troon, Turnberry

## Lieux d'intérêt
- Ailsa Craig
- Bachelor's Club, Tarbolton
- Bargany Gardens
- Burns Cottage

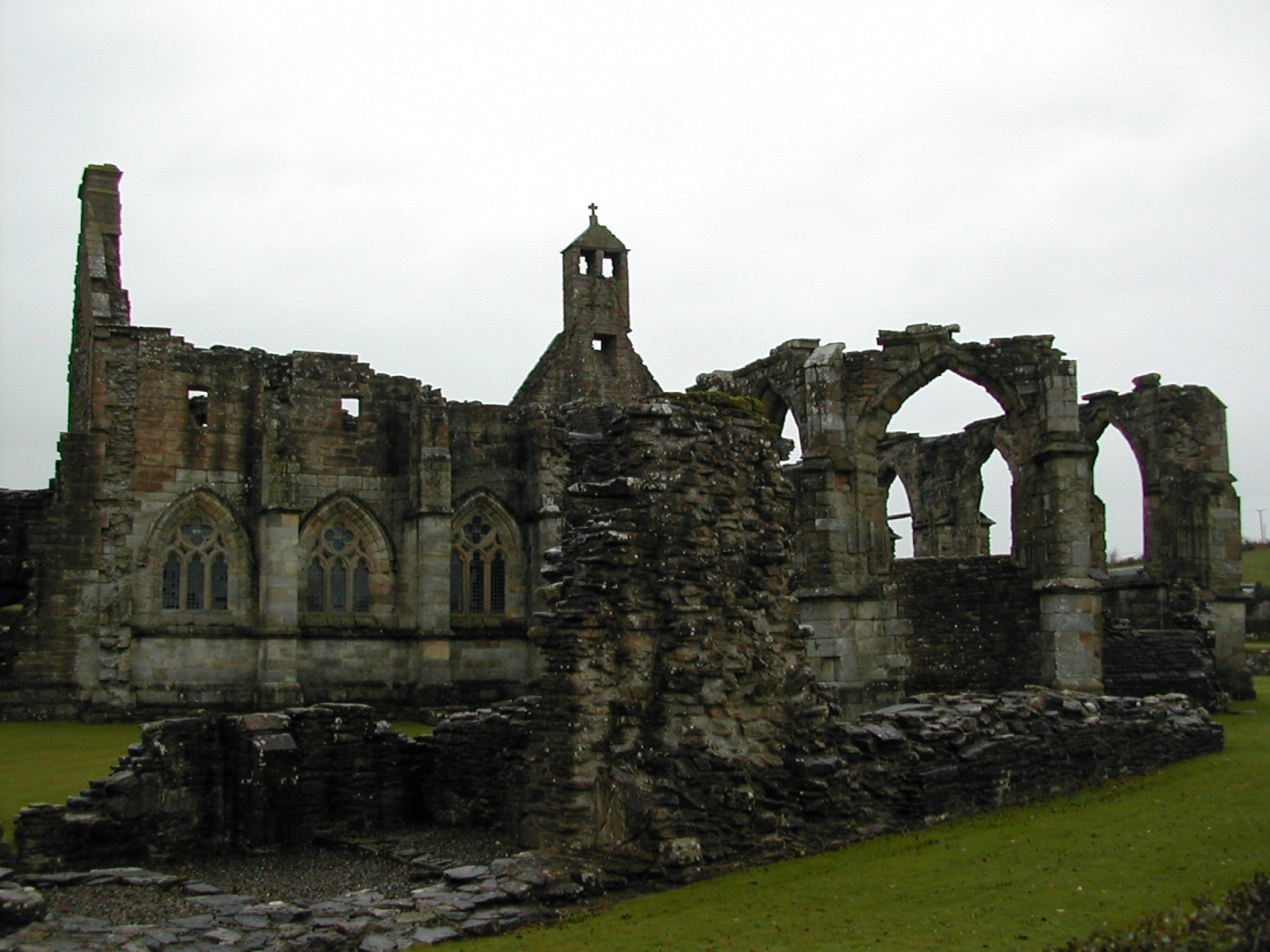
L'.

- Burns National Heritage Park (en) (Robert Burns)
- Carrick Forest
- ruines de l'abbaye de Crossraguel (en)
- Château de Culzean
- Souter Johnnie's Cottage